# Ура-лакханг
Монастырь Ура — буддийский монастырь в Бутане.
Монастырь находится в центре деревни Ура в гевоге Ура в Бумтанге. Размеры монастыря сравнимы с размерами Национальной библиотеки в Тхимпху. Был построен в 1986 году на месте старого монастыря: до этого состояние здания было плачевным. Монастырь — двухэтажный, построен в характерном для архитектуры Бутана стиле. Посвящён Падмасамбхаве. Внутри сооружения находится статуя Падмасамбхавы и различные картины.